# Lill-Djursjön
Lill-Djursjön är en sjö i Vilhelmina kommun i Lappland och ingår i Ångermanälvens huvudavrinningsområde. Sjön är 3 meter djup, har en yta på 0,758 kvadratkilometer och är belägen 490 meter över havet.

## Delavrinningsområde
Lill-Djursjön ingår i det delavrinningsområde (717514-157309) som SMHI kallar för Mynnar i Bäskån. Medelhöjden är 515 meter över havet och ytan är 11,69 kvadratkilometer. Det finns inga avrinningsområden uppströms utan avrinningsområdet är högsta punkten. Vattendraget som avvattnar avrinningsområdet har biflödesordning 4, vilket innebär att vattnet flödar genom totalt 4 vattendrag innan det når havet efter 341 kilometer. Avrinningsområdet består mestadels av skog (51 procent) och sankmarker (39 procent). Avrinningsområdet har 0,76 kvadratkilometer vattenytor vilket ger det en sjöprocent på 6,5 procent.